# Wendo Kolosoy
Antoine Wendo Kolosoy (ur. 25 kwietnia 1925, zm. 28 lipca 2008) znany również jako Papa Wendo, był kongijskim muzykiem. Uważany jest za „ojca” kongijskiej rumby (znanej również jako soukous), stylu muzycznego łączącego Son Cubano, beguinę, walca, tango i cha-chę.

## Biografia

### Dzieciństwo
Wendo urodził się w 1925 roku w Mushie w dystrykcie Mai-Ndombe w zachodnim Kongu. Jego rodzice zmarli, gdy miał siedem lat. Jego matka była piosenkarką. Po ich śmierci został zabrany do sierocińca prowadzonego przez Towarzystwo Misjonarzy Afryki i pozostał tam aż do 12 lub 13 roku życia, gdy został z niego wydalony. Wendo dał pierwsze koncerty w wieku 11 lat.
W wieku 13 lat Kolosoy pracował jako marynarz i doker na statkach pływających po rzece Kongo, gdzie podczas długich rejsów zabawiał pasażerów swoją muzyką.

### Pseudonim artystyczny
Właściwie nazywał się Antoine Kalosoyi (czasem zapisywane jako Nkolosoyi), które ostatecznie uprościł do formy Kolosoy. Następnie zaczął być określany jako „Windsor” (ze względu na jego zespół – „Victoria Kin”). Co finalnie zaowocowało pseudonimem „Wendo Sor”, a następnie określeniem „Wendo”.

### Kariera muzyczna
W połowie lat 40. zaczął grać ze swoim kubańskim zespołem Victoria Bakolo Miziki. W 1946 r., w Kinszasie, na parowcu powracającym do stolicy z Dakaru, spotkał Nicolasa Jéronimidisa, greckiego biznesmena, który zgodził się nagrać i wydać muzykę Wendo w swojej nowej wytwórni – Ngoma.

#### Marie-Louise i kongijska rumba
Jego pierwszym międzynarodowym hitem była zrealizowana w 1948 „Marie-Louise”, piosenka napisana wspólnie z gitarzystą Henri Bowane. Piosenka odniosła sukces w całej Afryce Zachodniej. Sukces ten, niestety przyniósł kłopoty: piosenka miała „satanistyczne” moce przypisywane jej przez katolickich przywódców religijnych. Wokół piosenki krążyły plotki, że jej odsłuchanie może powodować śmierć. Ta zła renoma doprowadziła do jego ekskomuniki z Kościoła Katolickiego.
Połączenie afrykańskich tekstów z afro-kubańskimi rytmami i instrumentacją zaowocowało powstaniem jednego z najbardziej udanych afrykańskich gatunków muzycznych: soukous, popularnie zwanego „kongijską rumbą”.

### Kongijska muzyka popularna
Weno, swój sukces, zawdzięcza przede wszystkim szybko rozwijającej się sieci rozgłośni radiowych Konga, która to bardzo chętnie puszczała jego muzykę, ale także wytwórni „Ngoma” Jéronimidisa, która była jedną z pierwszych i jedynych odnoszących międzynarodowe sukcesy. Jéronimidis, Wendo i inni muzycy zdecydowali się w pewnym momencie jeździć wokół belgijskiego Konga w jaskrawo pomalowanej furgonetce wytwórni, występując i sprzedając płyty. Ich poczynania nie tylko doprowadziły do rozsławienia kongijskiej rumby, ale także do rozwinięcia samej kultury narodowej Konga.

### Lata 50.
W 1955 roku Wendo wraz z dwoma innymi piosenkarzami / gitarzystami (Antoine Bukasa i Manuelem D’Oliveirą) utworzyli gwiazdorską orkiestrę znaną jako „Trio Bow”, nagrywając nowe wersje rumby i innych tanecznych utworów muzycznych dla Ngomy, z przebojami takimi jak „Sango ya bana Ngoma”, „Victoria apiki dalapo”, „Bibi wangu Madeleine”, „Yoka biso ban’Angola” i „Landa bango”. Chociaż Wendo nigdy nie osiągnął międzynarodowego sukcesu podobnego do Papa Wemba czy Zaiko Langa Langa, grał koncerty w Afryce, Europie i USA i jest uznawany za jednego z ojców współczesnej muzyki afrykańskiej.

### Problemy polityczne
W szczytowym momencie swojej sławy Wendo nawiązał przyjaźnie z niektórymi przyszłymi przywódcami niepodległości DRK, w szczególności z Patricem Lumumba. Morderstwo premiera Lumumby w 1961 roku i następnie przejęcie władzy przez generała porucznika Mobutu Sese Seko w 1965 r., zamknęło możliwości Wendo w polityce, muzyce i w życiu publicznym. Postanowił przestać występować, powołując się na wykorzystywanie jego muzyki do celów politycznych.
Kiedy Laurent-Désiré Kabila przejął władzę w 1997 roku, on (a później jego syn Joseph Kabila) wspierali Wendo we wznowieniu kariery nagraniowej i koncertowej. Wendo powrócił do występowania wraz ze starymi członkami swojego zespołu Victoria Bakolo Miziki. Koncertował w Afryce i Europie, zachwycając publiczność porównywalnie do Buena Vista Social Club i Orchestra Baobab.

### Późniejsze życie
Kolosoy po raz ostatni wystąpił publicznie w Kinszasie w Demokratycznej Republice Konga w 2004 roku.
W 2005 roku zachorował i przestał występować publicznie. Wendo Kolosoy zmarł 28 lipca 2008 roku w Klinice Ngaliema w Kinszasie.

## Dyskografia

### Solowa
- Nani akolela Wendo? (1993)
- Marie Louise (1997) -- Indigo LBLC 2561 (2001)
- Amba (1999) -- Marimbi 46801.2 (2002) -- World Village 468012 (2003)
- On The Rumba River (Soundtrack) Marabi/Harmonia Mundi 46822.2 (2007)
- Banaya Papa Wendo IglooMondo (2007)

### Zespołowa
- Ngoma: The Early Years, 1948-1960 Popular African Music (1996). Includes the original recording of „Marie-Louise”, 1948 (Antoine Kolosoy „Wendo” / Henri Bowane)
- The Very Best of Congolese Rumba – The Kinshasa-Abjijan Sessions (2007) Marabi Productions
- The Rough Guide to Congo Gold – World Music Network 1200 (2008)
- Beginners Guide To Africa – Nascente BX13 (2006)